# Campeonato Africano de Judo de 1996
El VIII Campeonato Africano de Judo se celebró en Sudáfrica entre el 16 y el 19 de mayo de 1996 bajo la organización de la Unión Africana de Judo.
En total se disputaron dieciséis pruebas diferentes, ocho masculinas y ocho femeninas.

## Resultados

### Masculino
| Evento            | Oro                       | Plata                         | Bronce                                                     |
| ----------------- | ------------------------- | ----------------------------- | ---------------------------------------------------------- |
| –60 kg            | Makrem Ayed Túnez         | Abdelkarim Ruibet Argelia     | Abdeluahed Idrisi Chorfi Marruecos Rodrigue Ossandza Zaire |
| –65 kg            | Abdoulkarim Seck Senegal  | Duncan Mackinnon Sudáfrica    | Clovis Tanoh Aka Costa de Marfil Amar Meridya Argelia      |
| –71 kg            | Abdelhakim Harkat Argelia | David Kouassi Costa de Marfil | Abdelatif Zauia Marruecos Grant Speirs Sudáfrica           |
| –78 kg            | Adil Belgaid Marruecos    | El-Sayed Abumedan · Egipto    | Jean-Jacques Rakotomalala Madagascar Lofti Isaui Túnez     |
| –86 kg            | Yasin Silimi Argelia      | Iskander Hachicha Túnez       | Moussa Sall Senegal Jean-Claude Raphael Mauricio           |
| –95 kg            | Basel El-Garbawi · Egipto | Jurgen Bence Sudáfrica        | Antonio Felicité Mauricio Hasan Ait Sebah Marruecos        |
| +95 kg            | Kamel Larbi Argelia       | Khalifa Diouf Senegal         | Slim Agrebi Túnez Ian Guestyn Sudáfrica                    |
| Categoría abierta | Slim Agrebi Túnez         | Adil Belgaid Marruecos        | Basel El-Garbawi · Egipto · Khalifa Diouf · Senegal        |

### Femenino
| Evento            | Oro                                 | Plata                        | Bronce                                                        |
| ----------------- | ----------------------------------- | ---------------------------- | ------------------------------------------------------------- |
| –48 kg            | Salima Suakri Argelia               | Dolly Moothoo Mauricio       | Tania D'Aguiar Sudáfrica Soleil Rasoafaniry Madagascar        |
| –52 kg            | Lynda Mekzin Argelia                | Dalenda Hamdi Túnez          | Liezl Downing Sudáfrica Naina Ravaoarisoa Madagascar          |
| –56 kg            | Rauda Chaari Túnez                  | Glorieuse Guillaume Mauricio | Munia Islan Marruecos Domoina Rabeantoandro Madagascar        |
| –61 kg            | Maaua Etumi Marruecos               | Henriette Moller Sudáfrica   | Hayer Tbesi Túnez Priscilla Chery Mauricio                    |
| –66 kg            | Lea Zahoui Blavo Costa de Marfil    | Nesria Traki Túnez           | Sally Buckton Sudáfrica Fatima El-Miftah Marruecos            |
| –72 kg            | Lorinda Bence Sudáfrica             | Nura Hasan · Egipto          | Rkia Ami Marruecos Marie Michele St. Louis Mauricio           |
| +72 kg            | Marguerita Goua Lou Costa de Marfil | Heba Hefny · Egipto          | Adja Marieme Diop Senegal Sonia Gorbel Túnez                  |
| Categoría abierta | Sonia Gorbel Túnez                  | Heba Hefny · Egipto          | Adja Marieme Diop Senegal Marguerita Goua Lou Costa de Marfil |

## Medallero
| Núm. | País            | Oro | Plata | Bronce | Total |
| ---- | --------------- | --- | ----- | ------ | ----- |
| 1    | Argelia         | 5   | 1     | 1      | 7     |
| 2    | Túnez           | 4   | 3     | 4      | 11    |
| 3    | Marruecos       | 2   | 1     | 6      | 9     |
| 4    | Costa de Marfil | 2   | 1     | 2      | 5     |
| 5    | Egipto          | 1   | 4     | 1      | 6     |
| 6    | Sudáfrica       | 1   | 3     | 5      | 9     |
| 7    | Senegal         | 1   | 1     | 4      | 6     |
| 8    | Mauricio        | 0   | 2     | 4      | 6     |
| 9    | Madagascar      | 0   | 0     | 4      | 4     |
| 10   | Zaire           | 0   | 0     | 1      | 1     |
|      | TOTAL           | 16  | 16    | 32     | 64    |